# Pylon
 For alternative betydninger, se Pylon (flertydig). (Se også artikler, som begynder med Pylon)
Pyloner, kan være parvis sammenhørende tårnagtige bygninger, som flankerer indgangsportene til egyptiske templer eller tårne der understøtter eller bærer kabler hvor eksempelvis brobanerne på en hængebro er ophængt.